# 藍唇隱鸚嘴魚
藍唇隱鸚嘴魚，為輻鰭魚綱鱸形目隆頭魚亞目鸚哥魚科的其中一種，分布於西大西洋區，從美國佛羅里達州南部至巴西海域，棲息深度可達60公尺，體長可達13公分，棲息在海草生長的沙底質海域，以藻類為食，可做為觀賞魚。